# St Mellion
St Mellion – osada w Anglii, w Kornwalii. Leży 98 km na północny wschód od miasta Penzance i 313 km na zachód od Londynu.